# Richard Krajčo
Richard Krajčo (* 1. června 1977 Havířov) je český divadelní a filmový herec, zpěvák, písničkář a frontman skupiny Kryštof.

## Život
Původně se vyučil elektrikářem na střední škole v Havířově. Po maturitě studoval na Vysoké škole báňské v Ostravě, studium ale po několika semestrech ukončil a začal se věnovat hudební kariéře, nejdříve jako DJ v klubech; v Havířově roku 1993 založil hudební skupinu Kryštof. Roku 1996 byl přijat na Janáčkovu konzervatoř na hudebně dramatický obor.
V letech 1998 až 2009 moderoval v České televizi společně s Alešem Juchelkou hudební hitparádu Medúza. V roce 1999 moderoval na ostravském Rádiu Čas a získal první angažmá v Divadle Petra Bezruče v Ostravě – roli Hamleta; o rok později získal Cenu Alfréda Radoka v kategorii Talent roku. Od roku 2003 byl členem Činohry Národního divadla v Praze, kde však roku 2013 na protest proti způsobu odvolání ředitele první scény Jana Buriana ministrem kultury Jiřím Balvínem skončil.
Dne 6. srpna 2005 se oženil se zpěvačkou Ivou Frühlingovou; počátkem roku 2006 se jejich manželství rozpadlo.
Dne 22. listopadu 2008 se oženil podruhé, s modelkou Martinou Poulíčkovou, bývalou manželkou sportovního moderátora TV Nova Pavla Poulíčka. Na jaře 2009 se jim narodilo první dítě, syn Richard a v listopadu 2011 dcera Berenika. V září 2013 Krajčo potvrdil, že se s manželkou rozvádějí. Od roku 2013 je jeho partnerkou režisérka a scenáristka Karin Babinská, v roce 2017 se s ní oženil. Od roku 2013 je semivegetariánem (pescetariánem); občas jí ryby.

## Herecké role

### Divadlo

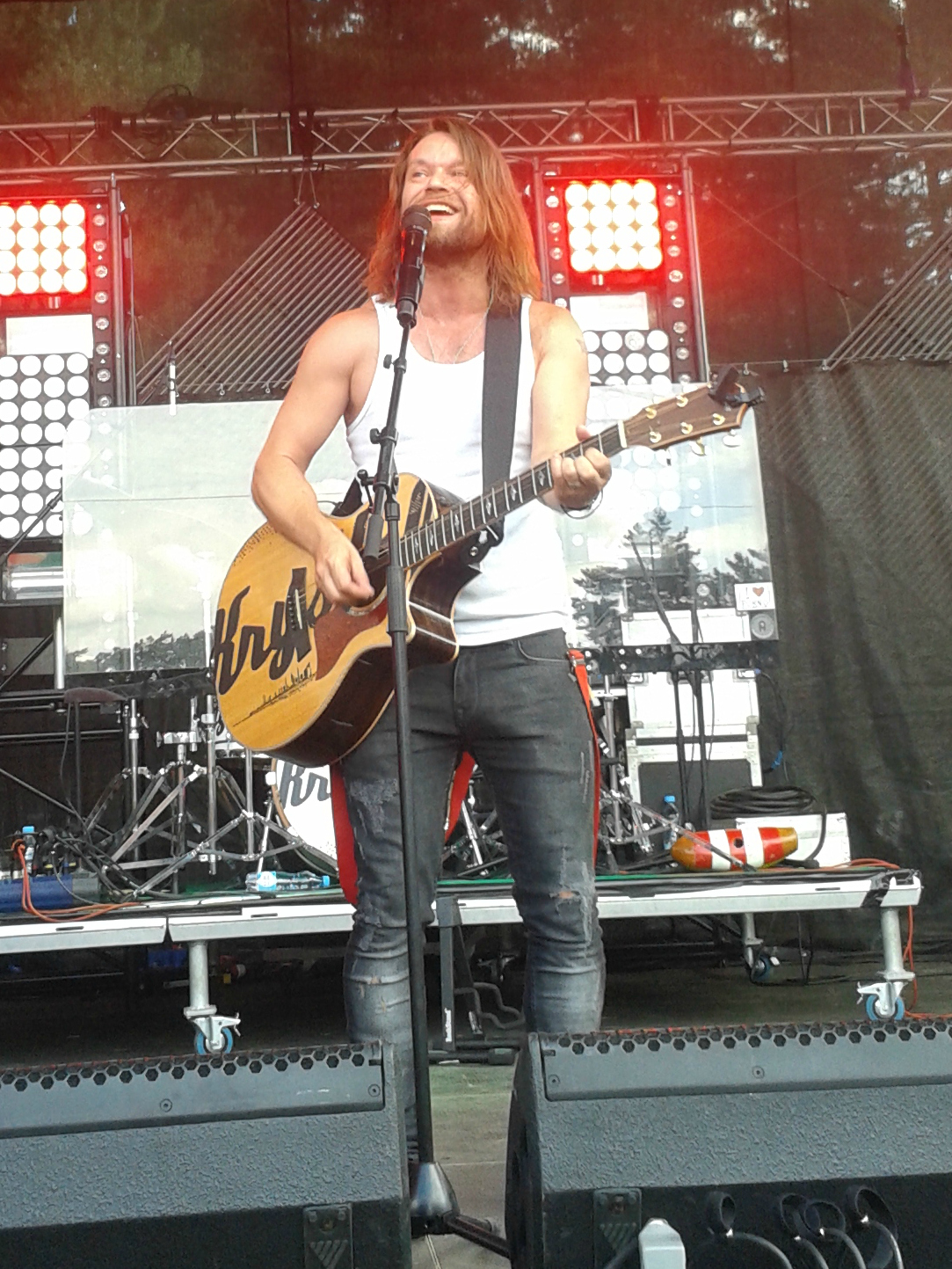
Richard Krajčo, 2013

- Keith Huff – Deštivé dny, role: Denny
- William Shakespeare – Hamlet, hlavní role: Hamlet
- William Saroyan – Tracyho tygr, hlavní role: Tracy
- Na motivy – Orfeus a Eurydika, hlavní role: Orfeus
- Ch. Durang – Nevyléčitelní, hlavní role: Bruce
- Tennessee Williams – Skleněný zvěřinec, hlavní role: Toma
- A. Fadějev – Mladá Garda
- William Shakespeare – Romeo a Julie, role: Benvolio
- William Shakespeare – Romeo a Julie, role: Merkucio
- H. Müller – Hamlet – machina, hlavní role: Hamlet
- Molière – Lakomec, role: Kleant
- A. Basseti – Prodavač duší, hlavní role: Mladík
- V. Sigarev – Černé mléko, hlavní role: Levčik (Divadlo Kolowrat, premiéra 13. listopadu 2004)
- William Shakespeare – Richard III., role: Richard III. (Stavovské divadlo, premiéra 2. března 2006)
- Joe Penhall – Láska a porozumění, hlavní role: Richie (Divadlo Ungelt, premiéra 6. února 2004)
- Pierre-Augustin Caron de Beaumarchais – Bláznivý den aneb Figarova svatba, hlavní role: Figaro

### Film a televize
- Nikdy nebude konec (TV, 2000)
- O ztracené lásce (TV, 2001)
- Trosečníci (TV, 2002)
- Kráska a netvor (TV, 2002)
- Udělení milosti se zamítá (TV, 2002)
- Z rodinného alba (TV, 2002)
- Krysař (2003)
- Nuda v Brně (2003)
- Non plus ultras (2004)
- Post Coitum (2004)
- Comeback (TV, 2005)
- Hrubeš a Mareš jsou kamarádi do deště (2005)
- Sametoví vrazi (2005)
- Hraběnky (TV, 2007)
- Rudý Baron (2008) – Lanoe Hawker
- Nemocnice na kraji města, Nové osudy (TV, 2008)
- Jánošík – Pravdivá historie (2009)
- Hrubeš a Mareš Reloaded (2009)
- Znamení koně (TV, 2011)
- Křídla Vánoc (2013)
- Vraždy v kruhu (2015)
- Vysoká hra (2020)
- Gump – pes, který naučil lidi žít (2021)
- Přání Ježíškovi (2021)

### Dabing
- Auta (2006)
- Auta 2 (2011)
- Auta 3 (2017)

## Ocenění
- Cena Alfréda Radoka 2000 v kategorii Talent
- Cena Thálie 2012 v kategorii Činohra – muži za výkon v inscenaci Deštivé dny v Divadle Ungelt[9]
- Český slavík 2013 – 3. místo v kategorii Zpěváci[10]
- Český slavík 2021, 2022, 2023 – 3. místo v kategorii Zpěváci[11]